# Aurelianus (Konsul 400)
(Flavius) Aurelianus war ein  spätantiker römischer Politiker des späten 4. Jahrhunderts.
Aurelianus war der Sohn des Taurus, der im Jahr 361 Konsul war. Aurelianus’ Jugend war laut Synesios von Kyrene von Studium und vorbildlichem Verhalten geprägt. Seine Karriere begann 392/393 vermutlich als magister officiorum. Von 393 bis 394 diente er als Stadtpräfekt von Konstantinopel.
Im August 399 wurde Aurelianus zum praefectus praetorio Orientis ernannt, nachdem der magister militum Gainas an Einfluss am Hof von Kaiser Arcadius gewonnen und alle Unterstützer seines Gegners Eutropius aus ihren Ämtern entfernt hatte. Aurelianus ersetzte dabei seinen Bruder Flavius Caesarius, den Eutropius zuvor in dieses Amt berufen hatte. Als Prätorianerpräfekt war Aurelianus der mächtigste zivile Beamte des Ostreiches und spielte eine maßgebliche Rolle im Prozess gegen Eutropius, der im September 399 begann und mit dessen Hinrichtung endete. Er wurde von Arcadius zu einem der Richter im Prozess ernannt. Seine Amtsführung als Prätorianerpräfekt wurde von Synesios hoch gelobt, sowohl während seiner Amtszeit als auch danach.
Im Jahr 400 wurde Aurelianus zum Konsul ernannt, allerdings wurde seine Ernennung von Stilicho, dem magister militum des Westens, nicht anerkannt. Im April desselben Jahres rebellierte Gainas mit seinen gotischen Truppen und marschierte nach Konstantinopel, wo er Kaiser Arcadius zwang, Aurelianus auszuliefern. Aurelianus wurde daraufhin verbannt und seines Amtes enthoben, seine Besitztümer blieben jedoch unangetastet. Nach der Niederlage der Goten am 12. Juli 400 in Konstantinopel kehrte Aurelianus triumphierend in die Hauptstadt zurück.
Von 414 bis 416 diente Aurelianus erneut als praefectus praetorio Orientis;  während dieser Zeit erhielt er den Ehrentitel patricius.
Aurelianus war Christ und ein bedeutender Förderer des Christentums. Er erbaute ein Heiligtum zu Ehren des Protomärtyrers Stephanus. Bis ins hohe Alter blieb er ein einflussreicher Senator, und der Senat ehrte ihn mit einer goldenen Statue als Zeichen der Wertschätzung.
In Synesios’ De Providentia wird Aurelianus als „Osiris“ dargestellt, der tugendhafte jüngere Sohn des Taurus und Anführer der anti-germanischen Partei. Sein Bruder Flavius Caesarius wird als der „bösewichtige Typhon“ dargestellt; sein Sohn Taurus als „Horus“.